# جو یونگ هون
جو یونگ هون (کره‌ای: 주영훈؛ زادهٔ ۶ نوامبر ۱۹۶۹) موسیقی‌دان اهل کره جنوبی است. وی از سال ۱۹۹۴ میلادی تاکنون مشغول فعالیت بوده است.